# Psychoda pacilens
Psychoda pacilens är en tvåvingeart som beskrevs av Quate 1967. Psychoda pacilens ingår i släktet Psychoda och familjen fjärilsmyggor. Inga underarter finns listade i Catalogue of Life.